# Amegilla yunnanensis
Amegilla yunnanensis là một loài Hymenoptera trong họ Apidae. Loài này được Wu mô tả khoa học năm 1983.